# Juan Hernández Sierra
Juan Hernández Sierra (n. 16 martie 1969, Guane⁠(d), Pinar del Río Province⁠(d), Cuba) este un boxer ce a reprezentat Cuba, medaliat olimpic. A participat la 3 ediții ale Jocurilor Olimpice (1992, 1996, 2000) în care a câștigat două medalii de argint.